# Joe Roberts (cestista)
Joseph C. Roberts, detto Joe (Columbus, 18 maggio 1936 – Oakland, 10 ottobre 2022), è stato un cestista e allenatore di pallacanestro statunitense, professionista nella NBA e nella ABA.

## Carriera
È stato selezionato dai Syracuse Nationals al terzo giro del Draft NBA 1960 (21ª scelta assoluta).

## Palmarès
- Campione NCAA (1960)